# Sprenkelbeutelmaus

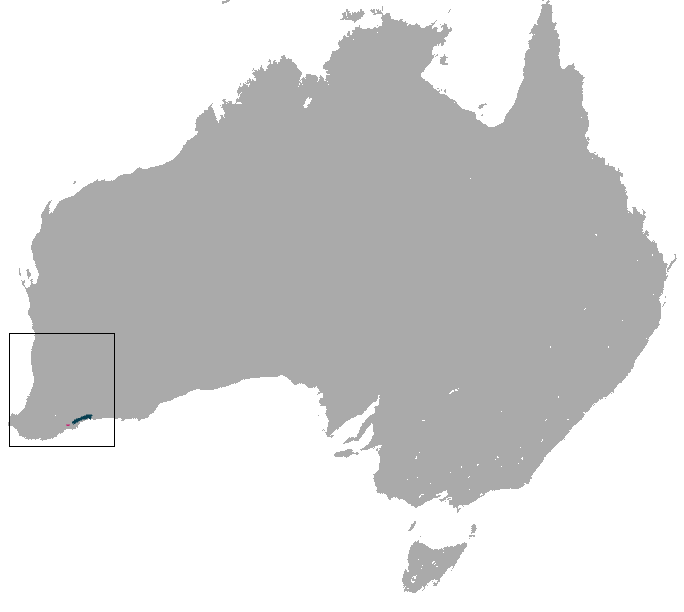
Verbreitungskarte der Sprenkelbeutelmaus

Die Sprenkelbeutelmaus (Parantechinus apicalis), auch unter ihrem englischen Namen Dibbler bekannt, ist eine Beutelsäugerart aus der Familie der Raubbeutler (Dasyuridae). 

## Merkmale
Es handelt sich um mäuseähnliche Tiere, die eine Kopf-Rumpf-Länge von 14 bis 15 Zentimetern und ein Gewicht von 30 bis 100 Gramm erreichen. Ihr Fell ist an der Oberseite graubraun und mit weißen Haaren gesprenkelt, die Unterseite ist hellgrau und mit gelblichen Haaren durchsetzt. Der Schwanz ist mit langen Haaren bedeckt.

## Lebensraum und Lebensweise
Diese Tiere leben in einem kleinen Gebiet im südwestlichen Western Australia, wo sie Heidegebiete bewohnen. Sie sind nachtaktiv und schlafen tagsüber in Blätternestern, die sie meist in hohlen Baumstämmen errichten. Ihre Nahrung dürfte hauptsächlich aus Insekten bestehen, vermutlich nehmen sie aber auch Nektar zu sich. Nach 44- bis 53-tägiger Tragzeit bringt das Weibchen bis zu acht Jungtiere zur Welt, die mit drei bis vier Monaten selbständig werden und mit zehn bis elf Monaten die Geschlechtsreife erreichen. Berichte deuten an, dass es bei ihnen wie bei den Breitfuß-Beutelmäusen zu einem synchronen Sterben aller Männchen nach der ersten Paarung kommen könnte.

## Systematik
Früher wurde eine zweite Art, Parantechinus bilarni, aus dem nördlichen Northern Territory ebenfalls in diese Gattung gestellt, nach neueren Untersuchungen dürfte sie jedoch zur Gattung der Fettschwanz-Beutelmäuse (Pseudantechinus) gehören.

## Gefährdung
Südliche Sprenkelbeutelmäuse sind bedroht, die Gründe dafür liegen in der Zerstörung ihres Lebensraumes und der Nachstellung durch eingeschleppte Räuber wie Hauskatzen oder Füchse. Gesicherte Populationen gibt es nur auf zwei kleinen Inseln vor der Küste Westaustraliens (Boullanger- und Whitlock-Insel), auf dem Festland werden immer wieder vereinzelte Tiere gesichtet, so dass eine genaue Angabe über das Verbreitungsgebiet nicht möglich ist. Die IUCN listet die Art als „stark gefährdet“ (endangered) und schätzt den Gesamtbestand auf 500 bis 1000 Individuen.
Der Perth Zoo unterhält seit 1997 ein Programm zur Erhaltungszucht und Auswilderung von Sprenkelbeutelmäusen. Bis Anfang 2007 wurden bereits 418 im Zoo geborene Sprenkelbeutelmäuse ausgewildert, die meisten auf Escape Island in der Jurien Bay (in der auch die Boullanger- und Whitlock-Insel liegen).